# 圓貨貝扁裸藻
圓貨貝扁裸藻（学名：Phacus obolus）为裸藻科扁裸藻屬下的一个种。